# Diskografija Aleshe Dixon
Diskografija Aleshe Dixon, britanske pop pjevačice i bivše članice sastava Mis-Teeq, obuhvaća dva studijska albuma te šest singlova.
Glazbenu karijeru započela je u sastavu Mis-Teeq. Nakon raspada sastava potpisuje ugovor za diskografsku kuću Polydor Records, pod kojom objavljuje dva singla, te svoj debitantski album Fired Up koji je objavljen samo u Japanu. Godine 2008. potpisuje ugovor za diskografsku kuću Asylum Records, pod kojom je dosada objavila jedan studijski album The Alesha Show te četiri singla.

## Studijski albumi
| Godina | Album                                                            | Top ljestvice | Top ljestvice | Top ljestvice | Top ljestvice | Top ljestvice | Top ljestvice | Certifikacije    |
| Godina | Album                                                            | UK            | FIN           | FRA           | IRS           | NIZ           | ŠVI           | Certifikacije    |
| ------ | ---------------------------------------------------------------- | ------------- | ------------- | ------------- | ------------- | ------------- | ------------- | ---------------- |
| 2006.  | Fired Up - Objavljen: 20. veljače 2008. - Polydor Records        | —             | —             | —             | —             | —             | —             |                  |
| 2008.  | The Alesha Show - Objavljen: 24. studenog 2008. - Asylum Records | 11            | 23            | 39            | 74            | 80            | 69            | - UK: platinasta |
| 2010.  | The Entertainer - Objavljen: 2010. - Asylum Records              | —             | —             | —             | —             | —             | —             | —                |

## Singlovi
| Godina | Singl                  | Uspjeh na top ljestvicama | Uspjeh na top ljestvicama | Uspjeh na top ljestvicama | Uspjeh na top ljestvicama | Uspjeh na top ljestvicama | Uspjeh na top ljestvicama | Uspjeh na top ljestvicama | Uspjeh na top ljestvicama | Uspjeh na top ljestvicama | Uspjeh na top ljestvicama | Album           |
| Godina | Singl                  | UK                        | ŠPA                       | FIN                       | FRA                       | IRS                       | AUS                       | ITA                       | NIZ                       | ŠVE                       | ŠVI                       | Album           |
| ------ | ---------------------- | ------------------------- | ------------------------- | ------------------------- | ------------------------- | ------------------------- | ------------------------- | ------------------------- | ------------------------- | ------------------------- | ------------------------- | --------------- |
| 2006.  | "Lipstick"             | 14                        | —                         | —                         | —                         | 42                        | —                         | —                         | —                         | —                         | —                         | Fired Up        |
| 2006.  | "Knockdown"            | 45                        | —                         | —                         | —                         | —                         | —                         | —                         | —                         | —                         | —                         | Fired Up        |
| 2008.  | "The Boy Does Nothing" | 5                         | 2                         | 2                         | 2                         | 19                        | 8                         | 8                         | 12                        | 7                         | 7                         | The Alesha Show |
| 2009.  | "Breathe Slow"         | 3                         | —                         | —                         | —                         | 18                        | —                         | 37                        | —                         | —                         | —                         | The Alesha Show |
| 2009.  | "Let's Get Excited"    | 13                        | —                         | 14                        | —                         | 36                        | —                         | —                         | —                         | —                         | —                         | The Alesha Show |
| 2009.  | "To Love Again"        | 15                        | —                         | —                         | —                         | —                         | —                         | —                         | —                         | —                         | —                         | The Alesha Show |
| 2010.  | "Drummer Boy"          | —                         | —                         | —                         | —                         | —                         | —                         | —                         | —                         | —                         | —                         | Unlashed        |

## Certifikacije singlova
| Singl                  | Država     | Certifikacija |
| ---------------------- | ---------- | ------------- |
| "The Boy Does Nothing" | Australija | zlatna        |
| "The Boy Does Nothing" | Španjolska | platinasta    |

## Videospotovi
| Godina | Video                  | Redatelj                        |
| ------ | ---------------------- | ------------------------------- |
| 2006.  | "Lipstick"             | Paul Gore                       |
| 2006.  | "Knockdown"            | J.T.                            |
| 2008.  | "The Boy Does Nothing" | Michael Gracey and Pete Commins |
| 2009.  | "Breathe Slow"         | Max & Dania                     |
| 2009.  | "Let's Get Excited"    | Max & Dania                     |
| 2009.  | "To Love Again"        | Big TV                          |